# Liste der FFH-Gebiete im Landkreis Rosenheim
Die Liste der FFH-Gebiete im Landkreis Rosenheim zeigt die FFH-Gebiete des oberbayerischen Landkreises Rosenheim in Bayern. Teilweise überschneiden sie sich mit bestehenden Natur-, Landschaftsschutz- und EU-Vogelschutzgebieten.
Im Landkreis befinden sich 23 und zum Teil mit anderen Landkreisen überlappende FFH-Gebiete.